# Bogumiła Styczyńska
Bogumiła Styczyńska (ur. 1929, zm. 30 grudnia 2016) – polska specjalistka toksykologii, prof. dr hab.

## Życiorys
Urodziła się w 1929. W 1952 ukończyła studia w zakresie biologii na Uniwersytecie Warszawskim. Uzyskała stopień doktora habilitowanego za pracę Bioanalogi hormonów owadzich jako nowe insektycydy III generacji (1979), a w 1990 tytuł naukowy profesora nauk biologicznych. Była promotorem jednej pracy doktorskiej pt. Biologiczne uwarunkowania oporności prusaków Blattella germanica L. na permetrynę opublikowanej 1 stycznia 1991. Zmarła 30 grudnia 2016.